# Alfredo (futebolista)
Alfredo Francisco Martins (Americana, 6 de julho de 1992), mais conhecido apenas como Alfredo, é um futebolista brasileiro que atua como atacante. Atualmente joga no Veranópolis.

## Carreira
Alfredo começou a carreira nas categorias de base do São Paulo, onde foi um dos destaques de sua geração e conquistou vários títulos, entre os quais a Copa São Paulo de Futebol Júnior de 2010 e o Campeonato Paulista Sub-20 de 2011. Neste último, inclusive, foi o artilheiro do torneio, com 19 gols marcados.
Em janeiro de 2013, após marcar 184 gols pelas equipes de base do São Paulo, foi emprestado ao Paulista de Jundiaí para ganhar experiência. Foi neste clube que ele fez sua estreia nos profissionais. Um ano depois, em janeiro de 2014, foi novamente emprestado, dessa vez para o América-RN. Pelo Mecão, Alfredo destacou-se no dia 13 de agosto, diante do Fluminense, numa partida válida pela Copa do Brasil. Em pleno Maracanã, a equipe potiguar venceu por 5 a 2 (após perder o jogo de ida por 3 a 0), com Alfredo marcando dois gols.
Depois do América-RN, Alfredo foi contratado pelo Portimonense em julho de 2015.
O atacante retornou ao Brasil em janeiro de 2016, contratado pelo Luverdense. Pela equipe mato-grossense, fez o gol do título estadual, foi o artilheiro do Campeonato Mato-Grossense com 13 gols e ainda acabou sendo eleito o melhor jogador do torneio.

## Títulos
São Paulo
- Copa Nike Brasil: 2006 e 2007
- Copa Brasil Japão: 2007[1]
- Copa São Paulo de Futebol Júnior: 2010[1]
- Campeonato Paulista Sub-20: 20111

Luverdense
- Campeonato Mato-Grossense: 2016

Paysandu
- Campeonato Paraense: 2017

### Prêmios individuais
- Melhor jogador da Copa Nike: 2007[1]
- Melhor jogador do Campeonato Mato-Grossense: 2016[4]

#### Artilharias
- Campeonato Paulista Sub-20: 2010 (19 gols)[1]
- Campeonato Mato-Grossense: 2016 (13 gols)[5]